# Філіп Рідел
Філіп Рідел (чеськ. Filip Rýdel, нар. 30 березня 1984, Оломоуць) — чеський футболіст, що грав на позиції півзахисника.
Виступав, зокрема, за клуб «Сігма» (Оломоуць), а також молодіжну збірну Чехії.

## Клубна кар'єра
Народився 30 березня 1984 року в місті Оломоуць. Вихованець футбольної школи клубу «Сігма» (Оломоуць). Дорослу футбольну кар'єру розпочав 2004 року в основній команді того ж клубу, в якій провів чотири сезони, взявши участь у 61 матчі чемпіонату. 
Згодом з 2008 по 2017 рік грав у складі команд «Карвіна», «Фастав» (Злін), «Вікторія» (Пльзень), «Брно», «Динамо» (Ч. Будейовіце), «Богеміанс», «Карлштеттен-Найдлінг» та  «ГФК Оломоуц».
Завершив ігрову кар'єру у команді «Сокол» (Новоседли), за яку виступав протягом 2017—2018 років.

## Виступи за збірні
У 2001 році дебютував у складі юнацької збірної Чехії (U-18), загалом на юнацькому рівні взяв участь у 14 іграх, відзначившись одним забитим голом.
У 2007 році залучався до складу молодіжної збірної Чехії. На молодіжному рівні зіграв в одному офіційному матчі.